# Barłożno
Barłożno – wieś kociewska w Polsce położona w województwie pomorskim, w powiecie starogardzkim, w gminie Skórcz przy drodze wojewódzkiej nr 623. Największa wieś w gminie Skórcz.

## Historia
Wieś królewska w byłym starostwie osieckim w dawnym powiecie nowskim województwa pomorskiego w II połowie XVI wieku. 
Po rozbiorze Polski wieś nazywała się Barloschno. Podczas okupacji 1939–1945 Niemcy wprowadzili nazwę Meiersdorf. Być może po zajęciu wsi przez okupantów pojawiła się również nazwa Schenkenberg.
W Barłożnie w 1864 urodził się Feliks Bolt – poseł i senator II Rzeczypospolitej, a w roku 1889 ks. Bronisław Komorowski, beatyfikowany w gronie 108 błogosławionych męczenników.
W latach 1954–1959 wieś należała i była siedzibą władz gromady Barłożno, po jej zniesieniu w gromadzie Pączewo. W latach 1975−1998 miejscowość administracyjnie należała do województwa gdańskiego.

## Zabytki
Według rejestru zabytków NID na listę zabytków wpisany jest kościół parafialny pw. św. Marcina, XV, XVIII, nr rej.: A-318 z 7.09.1962.
Murowany kościół pw. św. Marcina z XIV–XV wieku. Obecny wygląd z okresu odbudowy i rozbudowy w 1975 roku, wyposażenie barokowo-rokokowe.